# Солт (приток Хила)
Солт (англ. Salt River) — крупная река на юго-западе США, в штате Аризона. Крупнейший приток реки Хила; длина составляет около 320 км, площадь бассейна — около 35 480 км².

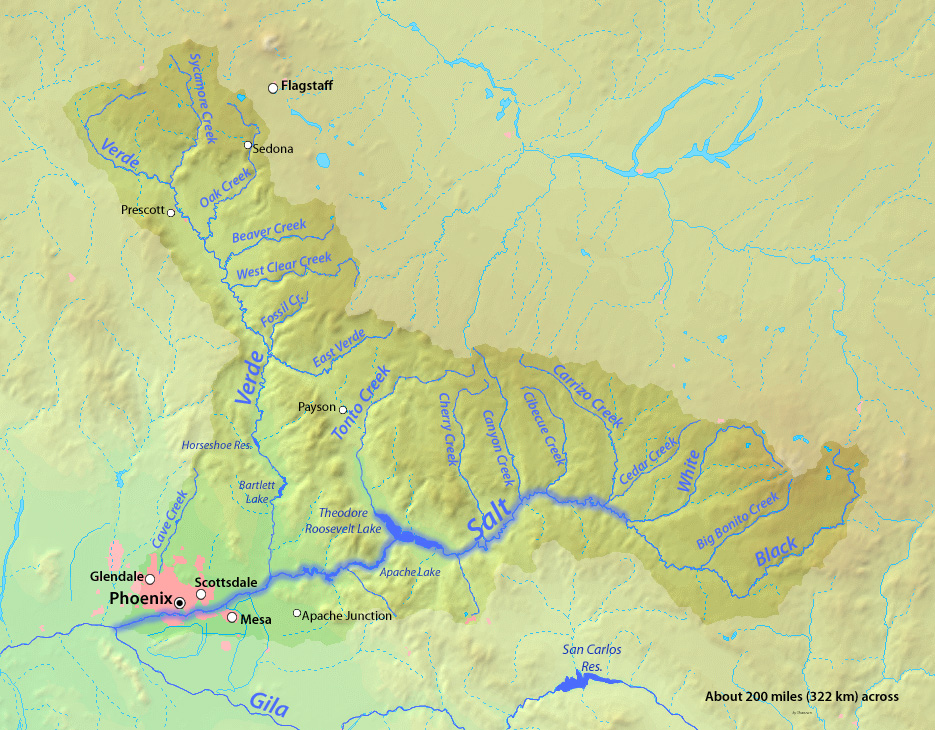
Бассейн реки Солт

Берёт начало от слияния рек Блэк-Ривер и Уайт-Ривер в районе горного хребта Уайт-Маунтинс, на востоке округа Хила. Бассейн рек Блэк-Ривер и Уайт-Ривер, а также верхних притоков реки Солт включает территорию между топографическим регионом Моголлон на севере и хребтом Натанс и плато Натанс на юге и востоке. Другие притоки Солта имеют водосбор, включающий также территорию хребтов Сьерра-Анча и Мазацал.
Солт принимает множество притоков, крупнейшим из которых является река Верде, длина которой составляет 314 км. Вместе с рекой Блэк-Ривер Солт формирует границу между индейскими резервациями Форт-Апачи (на севере) и Сан-Карлос-Апачи (на юге). Начиная от слияния рек Блэк и Уайт, Солт течёт преимущественно в западном и юго-западном направлениях. На реке имеется 4 водохранилища крупнейшее из которых — водохранилище Рузвельт. Ниже него Солт проходит через каньон между хребтами Мазацал и Сьюпестишн, где на ней построена дамба Хорс-Меса, которая формирует водохранилище Апачи. Ещё ниже по течению находятся водохранилища Каньон и Сагуаро. Все эти водохранилища являются частью Проекта реки Солт, их вода используется метрополитенским статистическим ареалом Финикс для коммунальных, промышленных и сельскохозяйственных целей.
На реке Солт находятся такие крупные города как Меса, Темпе и Скоттсдейл, а также столица штата, город Финикс. Солт впадает в реку Хила на юго-западной оконечности Финикса, примерно в 24 км от центра города. Высота устья — 283 м над уровнем моря.